# Elezioni parlamentari in Guyana del 2020
Le elezioni parlamentari in Guyana del 2020 si sono tenute il 2 marzo per il rinnovo dell'Assemblea nazionale.
Le consultazioni hanno avuto luogo alcuni mesi prima della scadenza naturale della precedente legislatura, in seguito all'approvazione di una mozione di sfiducia nei confronti del governo in carica.

## Risultati
| Liste                                         | Voti    | %     | Seggi |
| --------------------------------------------- | ------- | ----- | ----- |
| ANPU (PNC) - AFC                              | 233 336 | 50,69 | 31    |
| Partito Progressista del Popolo (PPP/C)       | 217 920 | 47,34 | 33    |
| Partito della Libertà e della Giustizia (LJP) | 2 657   | 0,58  | 1     |
| Una Guyana Nuova e Unita (ANUG)               | 2 313   | 0,50  | –     |
| Cambia la Guyana (CG)                         | 1 953   | 0,42  | –     |
| Partito Repubblicano del Popolo (PRP)         | 889     | 0,19  | –     |
| L'Iniziativa Civica (TCI)                     | 680     | 0,15  | –     |
| Partito Repubblicano Unito (URP)              | 360     | 0,08  | –     |
| Il Nuovo Movimento (TNM)                      | 244     | 0,05  | –     |
| Totale                                        | 460 352 | 100   | 65    |